# Texas Instruments TMS9900
Az 1976 júniusában megjelent TMS9900 volt a világ első, kereskedelemben kapható egylapkás 16 bites mikroprocesszora. A TMS9900 processzort széles körben alkalmazták a TI-99/4 és TI-99/4A otthoni számítógépekben.
A processzor technikailag CISC-felépítésű, érdekessége, hogy rendkívül kevés (3) belső regisztere van, ennek ellenére vannak általános célú regiszterei, de azok a processzor számára „külső” tárolóhelyek, a főmemóriában helyezkednek el.

## Története

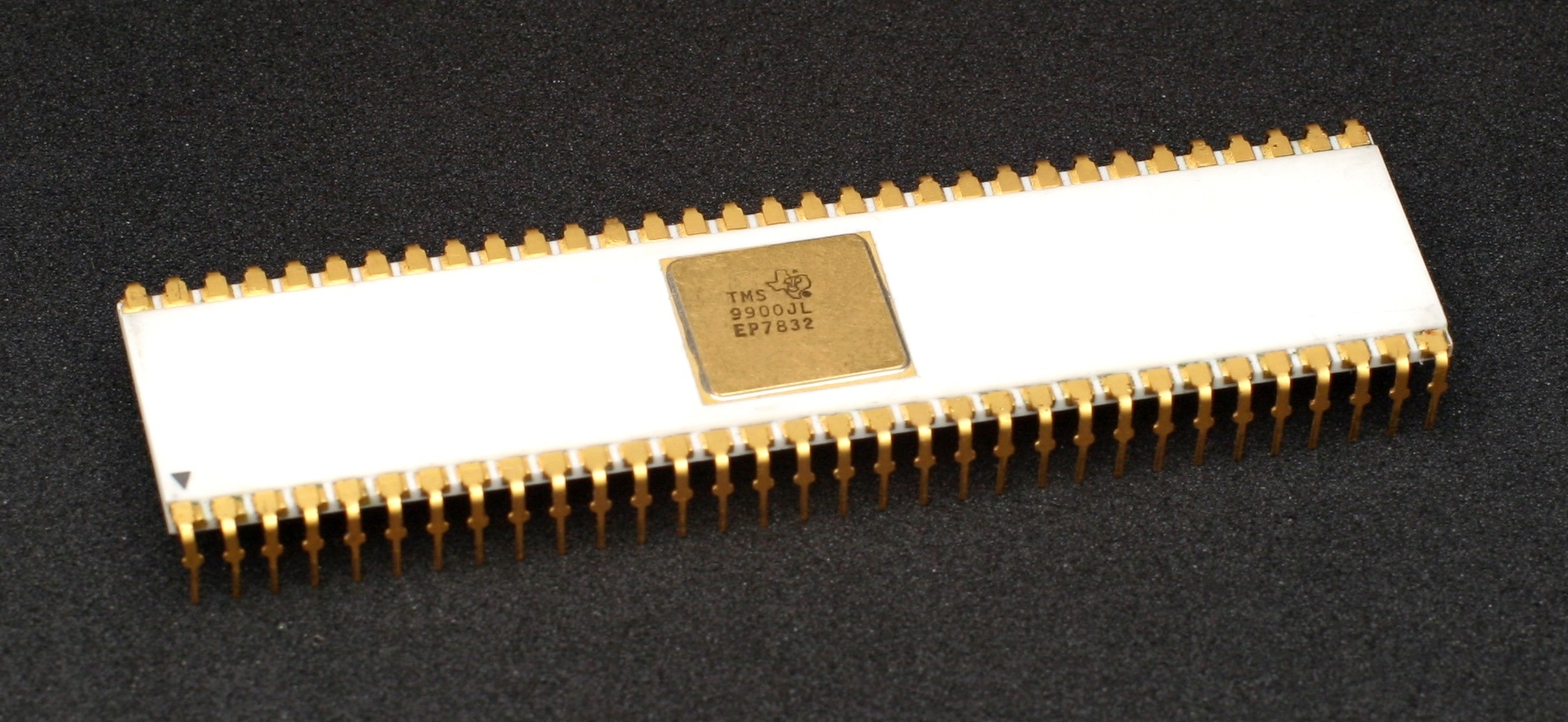
TMS9900JL kerámia tokozásban, aranyozott lábakkal

A TMS9900 alapjául a TI 990 miniszámítógép-sorozat szolgált, a processzor gyakorlatilag ennek a minigépnek az egy áramkörön való megvalósítása. Ez a gyakorlat nem egyedülálló, ehhez hasonlóan pl. az Intersil 6100 processzor is a 12 bites PDP–8 miniszámítógép egycsipes megvalósítása volt, avagy a Fairchild 9440 és Data General mN601 egyaránt a Data General Nova gépének egycsipes megvalósításai.
A többi hasonló 16 bites mikroprocesszortól eltérően, mint pl. a National Semiconductor IMP-16 vagy a DEC LSI-11, amelyek közül egyik-másik megelőzte a TMS9900-at, ez egy egyetlen integrált áramkörrel megvalósított teljesértékű, független 16 bites mikroprocesszor.

## Architektúra
A TMS9900 processzornak mindössze három belső regisztere van, ezek a programszámláló (PC), állapotregiszter (status register, ST) és a munkaterület-mutató regiszter (workspace pointer register, WP). A WP regiszter egy külső RAM-területre mutat, ahol a processzor 16 általános célú (16 bites) regisztere található. Ez a felépítés igen gyors kontextus-váltást tesz lehetővé, tehát pl. egy szubrutinhívásnál csak az egyetlen munkaterület-mutató értékét kell változtatni a regiszterek egyenkénti elmentése helyett.
A címeket a big endian bájtsorrend szerint tárolja és értelmezi. A TMS9900 egy klasszikus 16 bites gép, amely 216 bájtot képes megcímezni, azaz 65 536 bájtot vagy 32 768 szót.
A processzorban nincs a veremhez hasonló szerkezet, ezt az elvet nem használja. Ehelyett a programszámlálót és a regiszterkörnyezetet elmentő ugróutasítások találhatók az utasításkészletben. A processzor 16 hardver- és 16 szoftvermegszakítást kezel, ezek vektorai PC és WP párokat tartalmaznak, így tehát a regiszterkörnyezet automatikusan cserélhető a megszakítások kiszolgálásánál is.

## Utasításkészlet és címzés
A TMS9900 processzornak 72 utasítása van, amelyek 2 vagy 3 szavasak lehetnek és mindig szóhatáron helyezkednek el a memóriában.
Az utasításkészlet elég ortogonális, ami azt jelenti, hogy néhány kivételtől eltekintve az összes utasítás használhatja az összes címzési módot az operandusok címzésében.
...

## Kivitelezés

A TMS9900 kivezetései (64-lábú DIP tokozás)

A TMS9900 N-csatornás szilíciumkapus MOS folyamattal készült, amely +5V, -5V és +12V tápfeszültséget igényel és négyfázisú (nem átfedő fázisokkal) órajelet, amelynek maximális frekvenciája 3 MHz lehet (a.m. 333,3 ns ciklusidő), amelyet általában egy 48 MHz-es kristály szolgáltat a TIM9904 (vagy más néven 74LS362) órajelgenerátor IC-ben.
...

## Felhasználás
A TMS9900 processzort a TI-99/4 és TI-99/4A otthoni számítógépekben használták. Költségmegtakarítási célokból ezeket a gépeket mindössze 128 16 bites szóból álló gyors, TMS9900 által közvetlenül elérhető memóriával szerelték fel. A fennmaradó 16 KiB 8 bites DRAM memóriát csak a videovezérlő tudta közvetlenül elérni, ami rontotta a TI-99/4 teljesítményét.

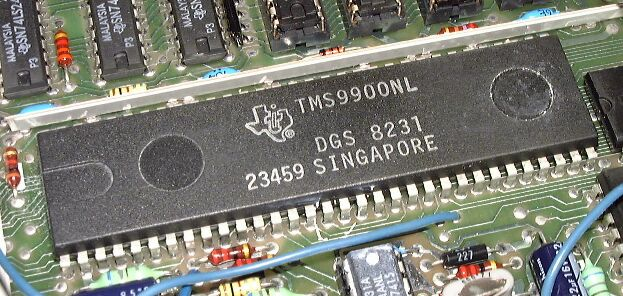
TMS9900NL plasztik DIP tokozásban

A TI később kifejlesztette az erősebb, jobb tulajdonságokkal rendelkező TMS99000 processzort, amelyet a 990/10A miniszámítógép processzoraként használtak. Mire azonban a 990/10A piacra került, már látható volt a minigépek korszakának vége.

## Változatok
| modell           | leírás |
| ---------------- | --- |
| TI990/9          | Korai többcsipes CPU miniszámítógépes rendszerekhez, 1974                                                                |
| TI990/10         | Többcsipes megvalósítás CPU miniszámítógépes rendszerekhez, 1975                                                         |
| TI990/12         | Többcsipes megvalósítás, gyorsabb mint a 990/10.                                                                         |
| TMS9900          | Egycsipes megvalósítás, 1976. A TI-99/4(A) számítógépben alkalmazták.                                                    |
| TMS9940          | Mikrovezérlő, benne 2 KiB ROM, 128 bájt RAM memória, visszaszámláló (decrementer), CRU busz, 1979                        |
| TMS9980, TMS9981 | A TMS9900 8 bites változatai                                                                                             |
| TMS9985          | TMS9940 8 KiB ROM, 256 bájt RAM memóriával, 8 bites külső sínnel, kb. 1978 (nem jelent meg)                              |
| TMS9989          | Tökéletesített 9980, katonai hardverekben használták.                                                                    |
| TMS9995          | Tökéletesített TMS9985-höz hasonló processzor, ROM nélkül. A TI-99/8 prototípusban és a Geneve számítógépben használták. |
| TMS99000         | Tökéletesített egycsipes 9900, a 990/10 felváltására, 1981.                                                              |
| TMS99105         | Képes kiegészítő utasításokat emulálni                                                                                   |
| TMS99110         | Továbbfejlesztett 99105-ös.                                                                                              |

## Fordítás
Ez a szócikk részben vagy egészben  a   Texas Instruments TMS9900 című angol Wikipédia-szócikk ezen változatának fordításán alapul.  Az eredeti cikk szerkesztőit annak laptörténete sorolja fel. Ez a jelzés csupán a megfogalmazás eredetét és a szerzői jogokat jelzi, nem szolgál a cikkben szereplő információk forrásmegjelöléseként.